# Мраз, Джейсон
Дже́йсон То́мас Мраз (англ. Jason Thomas Mraz; род. 23 июня 1977, Меканиксвилл, Виргиния, США) — американский автор-исполнитель.

## Ранние годы
Мраз родился и вырос в Меканиксвилле, Виргиния, где посещал старшую школу Ли-Дэвис. Он имеет чешские и словацкие корни со стороны своего деда, который переехал в США из Австро-Венгрии в 1915 году. Его фамилия переводится с чешского как «мороз». Родители Мраза, Том (Томас) и Джун, развелись, когда ему было пять лет. После окончания школы, где он был членом группы чирлидеров и школьного хора, Мраз учился в Американской музыкально-драматической академии в Нью-Йорке, но ушёл из неё и, вернувшись в Меканиксвилл, начал подрабатывать на случайных работах. Он поступил в Лонгвудский университет, но вместо занятий отправился в дорожное путешествие, которое привело его в Сан-Диего, где он и решил остаться.

## Карьера
В 2002 году подписал контракт с Elektra и вместе с продюсером Джоном Алагия выпустил свой дебютный альбом Waiting for My Rocket, который стал платиновым в июле 2004 года (продано больше миллиона копий).
В 2005 году вышел второй альбом Mr. A-Z, который принес Джейсону большой успех. Альбом оказался на пятой строчке в списке Billboard Top 200 и в Америке был продан тиражом больше 100 тысяч копий.
В 2008 году Мраз выпустил свой третий студийный альбом We Sing. We Dance. We Steal Things. вместе с продюсером Стивом Лилливайтом (получившим после этого Грэмми в номинации Продюсер Года). Альбом дебютировал на третьей строчке в списке Billboard Top 200. В этом же году начался мировой тур в поддержку альбома.
В 2008 году песня I’m Yours получила номинации на премии Песня Года и Лучшее мужское вокальное поп исполнение на 51-й церемонии «Грэмми», а альбом We Sing. We Dance. We Steal Things был номинирован на премию Лучший дизайн альбома, не классического.
В 2009 году Джейсон выиграл две премии на 52-й церемонии «Грэмми», песня Make It Mine получила награду в номинации Лучшее мужское вокальное поп-исполнение, а песня Lucky (записанная в дуэте с Коулби Кэлей) в номинации Лучшее совместное вокальное поп исполнение.
В мае 2012 года вышел четвёртый студийный альбом Love is a four letter word.
В 2014 году выходит пятый студийный альбом Yes! (with Raining Jane). 18 мая 2014 года можно услышать сингл из нового альбома под названием Love Someone.

## Личная жизнь
Мраз и автор-исполнительница Тристан Преттиман обручились в Рождественский сочельник в 2010 году; они разорвали помолвку в июне 2011 года.
Мраз ведёт здоровый образ жизни и предпочитает питаться сырыми вегетарианскими продуктами. По его словам, его диета также оказала влияние на его музыку. Он владеет ранчо в Ошенсайде, Калифорния, где выращивает авокадо. Он является инвестором в «Café Gratitude», веганском ресторане в Лос-Анджелесе, и в честь него назвал свой концертный тур в 2011 году.
25 октября 2015 года на своём аккаунте в «Facebook» Мраз объявил, что тайно женился на своей девушке Кристине (Тине) Карано.
В июне 2018 года Мраз для проекта издания «Billboard» в честь прайд-месяца написал «любовное письмо», адресованное ЛГБТ-сообществу. Одна из строчек в написанной им поэме подтолкнула различные медиа-издания к мысли о том, что Мраз мог совершить каминг-аут как бисексуал.

## Активизм и филантропия
Мраз является социальным активистом, чьи филантропические усилия охватывают различные проблемы, включая окружающую среду, права человека и равенство ЛГБТ. В 2009 году он принял участие в спасительной миссии в Гане вместе с членами некоммерческой глобальной организации «Свободу рабам», работающей по спасению детей, проданных в рабство. В 2012 году он появился на обложке журнала «Instinct» в знак признания его усилий по поддержке ЛГБТ-прав, тем самым став первым гетеросексуальным мужчиной на обложке издания.
Фонд Джейсона Мраза был основан в 2011 году с целью поддержки благотворительных организаций в сферах равноправия людей, охраны окружающей среды и образования. Среди организаций, с которыми сотрудничает фонд, значатся такие, как Фонд «Спасите музыку» канала VH1, «MusiCares», «Surfrider Foundation», «Свободу детям», Совет по защите натуральных ресурсов и «True Colors Fund», оказывающий содействие ЛГБТ-равенству.

## Дискография

### Студийные альбомы
- 2002: Waiting for My Rocket to Come
- 2005: Mr. A-Z
- 2008: We Sing. We Dance. We Steal Things.
- 2012: Love is a four letter word
- 2014: Yes! (совместно с Raining Jane)
- 2018: Know.
- 2020: Look For The Good

### Концертные альбомы
- 2001: Live at Java Joe’s
- 2002: Sold Out (In Stereo)
- 2004: Tonight, Not Again: Jason Mraz Live at the Eagles Ballroom
- 2007: Selections for Friends — Live from: Schubas Tavern, Chicago, Montalvo Winery, Saratoga California
- 2009: Jason Mraz’s Beautiful Mess: Live On Earth